# Молочні зуби

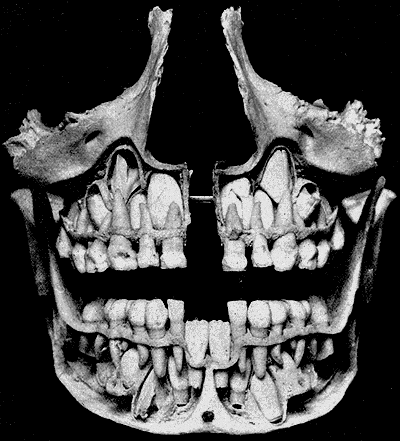
Рентген щелепи дитини, на якому видно корінні зуби, що розташовані над та під молочними, а два перших нижніх різці — вже постійні

Молочні зуби, також дитячі, тимчасові зуби — перший набір зубів у діфіодонтних ссавців, включаючи людей.

## Хронологія появи у людей
Молочні зуби у людей прорізуються після народження в певній послідовності. Однойменні зуби на кожній половині щелепи прорізуються одночасно. Зазвичай, нижні зуби прорізуються раніше верхніх. Молочний прикус ділять на два періоди. У першому періоді (з моменту формування до 3,5 років) зуби розташовані щільно без проміжків, стертість зубів непомітна — прикус ортогнатичний в силу відставання росту нижньої щелепи і витягування її вперед. У другому періоді (3,5 — 6 років) у процесі росту щелеп формуються фізіологічні проміжки між зубами (діастеми або треми), перехід від ортогнатичного прикусу у прямий, ознаки значної стертості зубів.
Вік молочних зубів:
- Центральні різці: 6-12 місяців
- Бічні різці: 9-16 місяців
- Перші моляри: 13-19 місяців
- Ікла: 16-23 місяців
- Другі моляри: 22-33 місяці

## Функція
Молочні зуби мають важливе значення у розвитку ротової порожнини. Молочні зуби підтримують довжину дуги в щелепі, кістка та постійні зуби-заміни розвиваються з тих самих зубних зачатків, що й молочні зуби. Молочні зуби забезпечують напрямок шляху прорізування постійних зубів. Також м'язи щелепи та формування щелепних кісток залежать від молочних зубів для підтримки правильного проміжку для постійних зубів. Корені молочних зубів забезпечують шлях для прорізування постійних зубів. Молочні зуби важливі для розвитку мовлення дитини, для усмішки дитини та відіграють роль у жуванні їжі, хоча діти, у яких видалили молочні зуби (зазвичай внаслідок карієсу чи травм зубів), все ще можуть їсти та жувати певною мірою.

## Карієс молочних зубів
Карієс зубів, також відомий як зубна гниль та порожнини, є одним з найпоширеніших хронічних захворювань серед дітей у всьому світі. Це захворювання ротової порожнини включає бактеріальну інфекцію, яка демінералізує та руйнує тканини зуба. У молочних зубах обширний карієс є найпоширенішим стоматологічним захворюванням. Обширне каріозне ураження вражає щонайменше половину зуба і може зачіпати пульпу.

## Лікування карієсу
Карієс молочних зубів має тенденцію прогресувати досить швидко і часто досягає пульпи зуба. У випадках обширного карієсу пульпу необхідно лікувати для підтримки здоров'я зуба та його опорних тканин. При терапії пульпи видаляються ділянки карієсу та інфікованої пульпи, після чого пульпа запечатується лікарськими засобами. Лікарські засоби - це медикаменти, які наносяться на пульпу для підтримки її життєздатності та сприяння відновленню. Варіанти лікування включають:
- Непряме пульпове покриття (Indirect pulp capping, IPC)
- Пряме пульпове покриття (Direct pulp capping, DPC)
- Пульпотомія
- Пульпектомія

Непряме пульпове покриття (IPC) - це лікування, при якому найглибший каріозний матеріал зуба (дентин) поруч з пульпою залишається непорушеним, щоб уникнути оголення пульпи. Уражений карієсом дентин покривається біосумісним лікарським засобом для утворення пломби над зубом. Лікарські засоби, що використовуються при IPC, включають гідроксид кальцію та альтернативи, включаючи бондингові агенти та прокладки. Пряме пульпове покриття (DPC) - це лікування, яке проводиться при точковому або малому оголенні пульпи розміром 1 мм або менше, що виникає після видалення каріозного матеріалу зуба (дентину). Пульпа покривається лікарським засобом. Ця техніка має обмежене застосування при оголенні пульпи внаслідок травми, але загалом не прийнята для лікування каріозних оголень пульпи в молочних зубах, оскільки показала обмежений успіх. Лікарські засоби, що використовуються при DPC, включають гідроксид кальцію та альтернативи, такі як мінеральний триоксидний агрегат (MTA).
Пульпотомія - це лікування, яке проводиться на молочному зубі з обширним карієсом без залучення пульпи в кореневому каналі (радикулярної пульпи) (Cochrane). Вся коронкова пульпа видаляється і зупиняється кровотеча радикулярної пульпи. Решта радикулярної пульпи обробляється лікарським засобом. Пульпотомія є найчастіше використовуваною технікою вітальної пульпової терапії при глибокому карієсі молочних зубів. Лікарські засоби, що використовуються при пульпотомії, включають зазвичай формокрезол, MTA та сульфати заліза, і рідше гіпохлорит натрію, гідроксид кальцію та трикальцій силікат.
Пульпектомія - це лікування, яке проводиться на молочному зубі з обширним карієсом та залученням пульпи в кореневому каналі (радикулярна пульпа з незворотним пульпітом або некрозом). Радикулярна пульпа видаляється, пульпові канали заповнюються лікарським засобом, і на зуб ставиться пломба. Лікарські засоби, що використовуються при пульпектомії, включають резорбуючі матеріали, щоб вони піддавалися резорбції (розчиненню) разом з коренем молочного зуба для забезпечення правильного випадіння зуба (ексфоліації) та заміни постійними зубами-наступниками.

### Попередньо сформовані коронки
Каріозні молочні зуби можна відновити за допомогою підігнаної коронки. Вона може бути виготовлена з різних матеріалів і прикріплена різними методами. Поширеним варіантом серед дітей з карієсом є попередньо сформована металева коронка (preformed metal crown, PMC). Цей тип коронки насувається на каріозний зуб без будь-якої підготовки, місцевої анестезії чи видалення карієсу, що також називається технікою Холла. Дослідження показали, що більше стоматологів віддають перевагу звичайним пломбам, а не PMC. Однак дослідження показали, що ризик як серйозних, так і незначних невдач, а також болю в довгостроковій перспективі був порівняно нижчим при використанні PMC, ніж при звичайних реставраціях. Пацієнти, яким встановлювали коронки за технікою Холла, також відчували помітно менший дискомфорт під час прийому порівняно з пломбами. Однак досліджувані популяції обмежувалися здоровими дітьми, і необхідно провести додаткові дослідження щодо переносимості та результатів цього лікування для дітей з особливими потребами.

## Лікарські засоби, що використовуються при лікуванні пульпи
Після прямого покриття пульпи неясно, чи є якийсь один лікарський засіб кращим за інші. Після пульпотомії MTA є найефективнішим лікарським засобом, а формокрезол також ефективний. Обидва є ефективнішими за гідроксид кальцію, який частіше дає невдачі. Хоча існують занепокоєння щодо токсичності формокрезолу, наразі немає повідомлень про токсичність, пов'язану з використанням формокрезолу для вітальної пульпової терапії у дітей. Небажаним ефектом лікування MTA є сіре знебарвлення лікованих зубів, але цей ефект є суто естетичним і не впливає на успіх лікування пульпи. Для пульпектомії неясно, чи є якийсь один лікарський засіб кращим за інші. Оксид цинку з евгенолом (ZOE) може бути найкращим вибором для заповнення кореневих каналів після пульпектомії в молочних зубах, але потрібно більше доказів для підтвердження його переваги. ZOE є ефективним, недорогим і досить безпечним для використання у дітей.

### Рекомендації щодо лікування
Неясно, яка пульпова терапія (тобто IPC, DPC, пульпотомія, пульпектомія) є найефективнішою, оскільки немає досліджень, які б безпосередньо порівнювали ці варіанти лікування. Показники успішності подібні серед різних методів терапії. Вибір терапії слід робити на основі видалення ураженого карієсом дентину, наявності оголення пульпи, побічних ефектів, клінічного досвіду та уподобань пацієнта.